# Verklärung Christi (Neustadt bei Coburg)

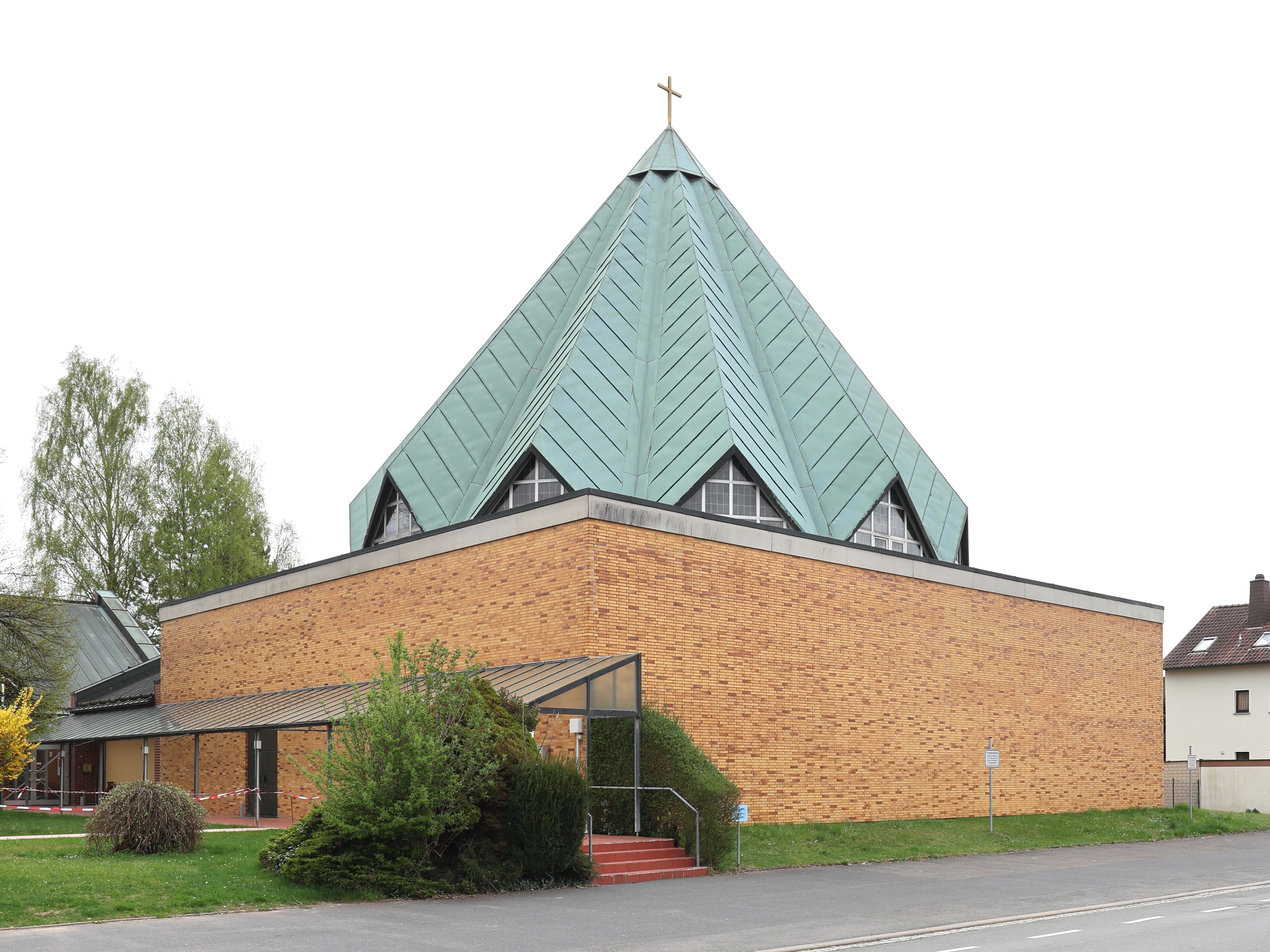
Pfarrkirche Verklärung Christi in Neustadt bei Coburg

Die römisch-katholische Pfarrkirche Verklärung Christi steht in Neustadt bei Coburg, einer Stadt im oberfränkischen Landkreis Coburg. Sie gehört zum katholischen Seelsorgebereich Coburg Stadt und Land des Dekanats Coburg im Erzbistum Bamberg. Das Gotteshaus wurde 1971 geweiht und steht seit 2024 unter Denkmalschutz.

## Geschichte
Nach dem Zweiten Weltkrieg stieg mit den Vertriebenen aus dem Sudetenland und aus Schlesien die Zahl der Katholiken in Neustadt auf 3000 an. Die aus dem Jahr 1930 stammende, für 300 Gemeindemitglieder errichtete Pfarrkirche St. Ottilia war zu klein geworden. Dies führte zum Bau eines Pfarrzentrums mit einer größeren Pfarrkirche auf dem Gelände Am Moos, das die Kirchgemeinde 1954 von der Stadt erworben hatte. Zuerst wurde ein Kindergarten errichtet, der 1957 eingeweiht und 1976 erweitert wurde. In den Jahren 1969 und 1970 folgte nach Plänen des Coburger Architekten Josef Rauschen der Bau einer neuen Kirche und eines neuen Pfarrhauses, das im November 1970 fertiggestellt war. Die Kirche weihte am 18. Juli 1971 der Weihbischof in Bamberg Martin Wiesend. Bei der Altarweihe wurden Reliquien der heiligen Märtyrer Celsus, Desiderius und Hermes in den Altar eingelassen. Die Baukosten für die Kirche, die Sakristei und das Pfarrhaus betrugen etwa 1,2 Millionen DM. Von 1984 bis 1986 fanden die Arbeiten am Pfarrzentrum mit dem Bau eines Pfarrheims und Mesnerhauses ihren Abschluss. Ein geplanter Campanile zwischen Pfarrhaus und Kirche kam nicht zur Ausführung. 2024 wurde das Pfarrzentrum vom Bayerischen Landesamt für Denkmalpflege in die Denkmalliste aufgenommen.

## Baubeschreibung
Das markante Bauwerk steht in einem nach dem Zweiten Weltkrieg entstandenen Baugebiet, etwa einen Kilometer nordwestlich der Innenstadt. Es ist eine Zentralkirche mit einem quadratischen Grundriss mit etwa 22,5 Meter Seitenlänge. Es besitzt eine Stahlkonstruktion, deren fensterlose Wände mit gelben Klinkern verblendet sind. In der Mitte wird der Innenraum von einer mit Kupferblech verkleideten, kegelförmigen Faltdachkuppel, einer Zwölfeckpyramide, überspannt. Den Übergang an den Rändern der Kuppel zum Flachdach bildet ein Kranz von zwölf bleiverglasten Dreiecksgiebeln. In der Nordwand befinden sich zwei schlichte, zweiflügelige Portale. Das Bauwerk hat eine lichte Höhe von 16 Metern und ist auf 20 bis zu 5 Meter langen Betonpfählen gegründet.
Die Kuppel ist auf der Innenseite mit Holz verkleidet, die Wände und horizontalen Deckenfelder sind hell verputzt. Die Gänge sind mit Juramarmor belegt, die Flächen unter dem Gestühl mit Eichenparkett und die Altarinsel mit fossilreichem Marmor.

## Ausstattung
Der Kirchenraum ist schlicht gehalten und mit der Altarplattform an der Südwand und einem mittleren sowie zwei leicht schräg gestellten Gestühlblöcken um den Altar traditionell gegliedert. Die Ausstattung stammt von dem Bildhauer Helmut Langhammer und besteht meist aus grauem Natursteinmarmor. Das Altarbild ist ein wandhohes, grau lasiertes Holzreliefbild, das die Verklärung Christi zeigt. An der linken Altarwand befindet sich ein Marienrelief aus gekalktem Kiefernholz. 
Die Orgel der Firma Freiburger Orgelbau aus dem Jahr 1999 steht auf einer Empore, gegenüber dem Altar, an der Nordwand. Sie umfasst 13 Register auf zwei Manualen und Pedal. Das Instrument hat einen hochaufragenden, dreitürmigen Prospekt.